# Laval Rocket
Laval Rocket (francouzsky Rocket de Laval) je profesionální kanadský klub ledního hokeje, který sídlí v Lavalu v provincii Québec. Do AHL vstoupil v ročníku 2017/18 a hraje v Severní divizi v rámci Východní konference. Své domácí zápasy odehrává v hale Place Bell s kapacitou 10 000 diváků. Klubové barvy jsou červená, bílá a modrá.
Klub nahradil v sezoně 2017/18 mužstvo St. John's IceCaps a stal se jedním ze čtyř kanadských týmů v soutěži. Mužstvo bude plnit roli farmy klubu NHL Montreal Canadiens. Aréna Place Bell byla otevřena v roce 2017.
V premiérovém utkání 6. října 2017 porazil tým na svém ledě Belleville Senators 3:0, hlediště bylo vyprodané.

## Exil v sezoně 2020/21
Kvůli pandemii koronaviru odehraje celek sezonu 2020/21 na stadionu Bell Centre v Montrealu.

## Umístění v jednotlivých sezonách
Stručný přehled
Zdroj:
- 2017– : American Hockey League (Severní divize)

Jednotlivé ročníky
Zdroj:
Legenda: Z – zápasy, V – výhry, P – porážky, PP – porážky v prodloužení či na samostatné nájezdy, VG – vstřelené góly, OG – obdržené góly, B – body
| USA / Kanada (2017 – ) |                      |        |    |    |    |    |     |     |    |        |
| Sezóny                 | Liga                 | Úroveň | Z  | V  | PP | P  | VG  | OG  | B  | Pozice |
| 2017/18                | AHL (Severní divize) | 2      | 76 | 24 | 10 | 42 | 206 | 281 | 58 | 7.     |
| 2018/19                | AHL (Severní divize) | 2      | 76 | 30 | 12 | 34 | 195 | 231 | 72 | 7.     |
| 2019/20                | AHL (Severní divize) | 2      | 62 | 30 | 8  | 24 | 183 | 182 | 68 | 6.     |

### Play-off
bez účasti

## Klubové rekordy

### Za sezonu
Góly: 32, Chris Terry (2017/18)
Asistence: 48, Matt Taormina (2017/18)
Body: 71, Chris Terry (2017/18)
Trestné minuty: 121, Michael McCarron (2017/18)
Čistá konta: 4, Cayden Primeau (2019/20)
Vychytaná vítězství: 17, Cayden Primeau (2019/20)
Odehraná utkání: 74, Alex Belzile a Brett Lernout (2018/19)

### Celkové
Góly: 32, Chris Terry
Asistence: 56, Jake Evans
Body: 83, Jake Evans
Trestné minuty: 217, Michael McCarron
Čistá konta: 4, Cayden Primeau
Vychytaná vítězství: 26, Charlie Lindgren
Odehrané zápasy: 132, Alexandre Alain